# Albi
För andra betydelser, se Albi (olika betydelser).
Albi är en kommun och stad i departementet Tarn i regionen Occitanien i södra Frankrike. Staden grundades av romare under namnet Albiga. År 2022 hade Albi 50 605 invånare.
I Albi finns basilikan Sainte Cécile, världens största tegelbyggnad, och bron Pont Vieux, som fortfarande används ett millennium efter att den uppfördes.
Den heretiska rörelsen albigenserna fick sitt namn efter staden Albi. Konstnären Henri de Toulouse-Lautrec föddes i staden.

## Ett världsarv
31 juli 2010 fick "Biskopsstaden Albi" status som världsarv

## Befolkningsutveckling
Antalet invånare i kommunen Albi
| Referens: INSEE |

## Sport
USSPA Albi VB spelade under 1990- och 2000-talet volleyboll på elitnivå.